# Welsh International 1990
Die Welsh International 1990 im Badminton fanden vom 29. November bis zum 1. Dezember 1990 in Cardiff statt.

## Medaillengewinner
| Disziplin    | Gold                          | Silber                              | Bronze                            |
| ------------ | ----------------------------- | ----------------------------------- | --------------------------------- |
| Herreneinzel | Vimal Kumar                   | Iain Sydie                          | Steffan Pandya                    |
| Herreneinzel | Vimal Kumar                   | Iain Sydie                          | Michael Brown                     |
| Dameneinzel  | Denyse Julien                 | Si-an Deng                          | Doris Piché                       |
| Dameneinzel  | Denyse Julien                 | Si-an Deng                          | Vlada Chernyavskaya               |
| Herrendoppel | Nick Ponting Dave Wright      | Mike Bitten Bryan Blanshard         | Russell Hogg Kenny Middlemiss     |
| Herrendoppel | Nick Ponting Dave Wright      | Mike Bitten Bryan Blanshard         | Mike Adams Michael Brown          |
| Damendoppel  | Julie Bradbury Cheryl Johnson | Joanne Wright Alison Humby          | Viktoria Pron Vlada Chernyavskaya |
| Damendoppel  | Julie Bradbury Cheryl Johnson | Joanne Wright Alison Humby          | Denyse Julien Doris Piché         |
| Mixed        | Nick Ponting Joanne Wright    | Vitaliy Shmakov Vlada Chernyavskaya | Andy Goode Cheryl Johnson         |
| Mixed        | Nick Ponting Joanne Wright    | Vitaliy Shmakov Vlada Chernyavskaya | Andrew Muir Doris Piché           |

## Finalergebnisse
| Disziplin    | Sieger                        | Finalist                            | Ergebnis           |
| ------------ | ----------------------------- | ----------------------------------- | ------------------ |
| Herreneinzel | Vimal Kumar                   | Iain Sydie                          | 15–11, 15–5        |
| Dameneinzel  | Denyse Julien                 | Si-an Deng                          | 11–3, 12–9         |
| Herrendoppel | Nick Ponting Dave Wright      | Mike Bitten Bryan Blanshard         | 15–5, 10–15, 15–10 |
| Damendoppel  | Julie Bradbury Cheryl Johnson | Joanne Wright Alison Humby          | 15–11, 15–8        |
| Mixed        | Nick Ponting Joanne Wright    | Vitaliy Shmakov Vlada Chernyavskaya | 17–14, 7–15, 15–11 |